# Ion Keith-Falconer
Ion Grant Neville Keith-Falconer (5. července 1856 Edinburgh – 11. května 1887 u Adenu) byl britský teolog, filolog, misionář a cyklista.
Pocházel ze šlechtické rodiny, byl synem hraběte z Kintore. V letech 1869 až 1873 studoval prestižní školu Harrow School, přičemž jako koníčka měl jednak cyklistiku a jednak zpěv pro abstinenční hnutí. Následně pokračoval ve studiu na Trinity College na Cambridgeské univerzitě, přičemž se dál věnoval cyklistice.

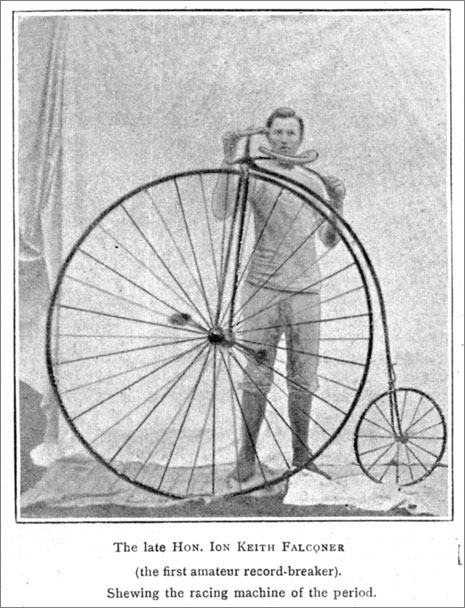
Ion Keith-Falconer se svým kolem v roce 1878

Zejména v letech 1875–1882 byl vítězem řady cyklistických závodů. Dokonce bývá označován za mistra světa za rok 1878, neboť před založením Mezinárodní cyklistické asociace v roce 1892 se za nejdůležitější cyklistické závody považovaly místní britské závody pořádané britskou Národní unií cyklistů a Keith-Falconer vyhrál závod na tři kilometry konaný 11. května 1878 na stadiónu Stamford Bridge. Pro vítězství měl předpoklady jednak v rodinném finančním zázemí, které mu umožňovalo koupi nejlepších strojů i věnování času na trénink, jednak ve své výšce 1,87 metru, na tu dobu silně nadprůměrné, která mu umožňovala jezdit na vyšším (tedy rychlejším) vysokém kole. V roce 1882 také podnikl třináctidenní přejezd Británie z Land's End do John o' Groats.
Už na Harrow se Keith-Falconer naučil hebrejštinu a na cambridgeské univerzitě pokračoval ve studiu tří klasických semitských jazyků, hebrejštiny, arabštiny a syrštiny. V roce 1886 byl jmenován profesorem arabštiny na Cambridgeské univerzitě, ale v té době se soustředil na misionářskou práci v Adenu, kde pobýval nejprve půl roku počínaje listopadem 1885 a pak tam v listopadu 1886 přijel podruhé. Nejpozději 22. února 1887 si poprvé poznamenal do deníku, že chytil malárii, na kterou po několika měsících zemřel.